# Jean-Gaspard Deburau
Pour les articles homonymes, voir Deburau.
Jean-Gaspard Deburau ou à tort, Debureau (né Jan Kašpar Dvořák, de son nom de scène Baptiste, à Kolín, en Bohême austro-hongroise, le 31 juillet 1796 et mort à Paris le 17 juin 1846), est un mime franco-bohémien. Il a joué au théâtre des Funambules du début des années 1820 jusqu'à sa mort. Il a été immortalisé dans le film réaliste poétique de Marcel Carné Les Enfants du paradis (1945), où il est incarné par Jean-Louis Barrault dans le rôle de « Baptiste Debureau ».
Sa plus célèbre création est Pierrot, un personnage qui est l'ancêtre de tous les pierrots romantiques, décadents, symbolistes et du début du modernisme.

## Biographie
Deburau est né à Kolín, en Bohême alors austro-hongroise (aujourd'hui en République tchèque). Il est le fils d'une servante tchèque, Kateřina Králová (ou Catherine Graff) et d'un ancien soldat français, Philippe-Germain Deburau, natif d'Amiens. Avant 1814, date où il apparut à Paris, Philippe était devenu acrobate et avait commencé à se produire à la tête d'une troupe itinérante probablement formée en partie de ses propres enfants. Quand la troupe fut engagée en 1816 par le directeur du Théâtre des Funambules pour des spectacles de mime et d'acrobaties, le jeune Deburau faisait partie de la troupe.
Il y commença probablement dans les coulisses, peut-être comme machiniste. En effet, les historiens du mime et du Théâtre des Funambules s'accordent à penser que ses débuts n'eurent pas lieu avant 1819, peut-être même pas avant 1825. Sa « découverte » par le public amateur de théâtre n'eut lieu qu'en 1828, lorsque l'influent Charles Nodier lui consacra un panégyrique dans La Pandore. Nodier persuada ses amis et collègues hommes de lettres d'aller le voir au théâtre ; le journaliste Jules Janin publia en 1832 un livre (tiré d'abord à 25 exemplaires) de louanges titré Deburau, histoire du Théâtre à Quatre Sous et dès le milieu des années 1830 Deburau était connu du « tout Paris ». Théophile Gautier écrivit avec enthousiasme au sujet de son talent (« L'acteur le plus parfait qui ait jamais vécu »), Théodore de Banville dédia des poèmes et des dessins à son Pierrot, Charles Baudelaire fit allusion à son style de jeu comme à une façon de comprendre « L'Essence du rire » (1855).
Il semble avoir été presque universellement aimé par son public, qui était socialement varié, comprenant aussi bien les poètes romantiques du jour que les membres des classes laborieuses installés aux places les moins chères, les « enfants du paradis ». C'est devant ce public d'artistes et d'artisans qu'il se trouvait dans son véritable élément : lorsqu'il reprit en 1832 au Théâtre du Palais-Royal une pantomime qui avait remporté un grand succès aux Funambules, il connut un échec retentissant. Il s'agissait d'une représentation de bienfaisance, avec des acteurs des Funambules, mais aussi du théâtre du Gymnase, de l'Opéra de Paris et de la Comédie-Française. Louis Péricaud, le chroniqueur des Funambules, écrit qu'il « n'y eut jamais un plus grand désastre, une déroute plus complète pour Deburau et ses camarades artistes ». Deburau lui-même fut sifflé et il se jura de ne plus jouer devant un autre public que « les naïfs et les enthousiastes » habitués du Boulevard du Crime.
Mais une partie de ce public, bien qu'admiratif, le confondait avec son personnage, et un jour de 1836, alors qu'il se promenait en famille, un gamin des rues qui importunait sa femme le traita de « Pierrot » avec de graves conséquences : Deburau le tua d'un coup de sa lourde canne. Son biographe Tristan Rémy soutient que l'incident met en relief le côté obscur de son art : « La bouteille (écrit-il), dont il révèle en souriant l'étiquette "Laudanum" après que Cassandre l'a vidée, le dos du rasoir qu'il passe sur le cou du vieil homme, étaient des jouets qu'il ne pouvait être autorisé à prendre au sérieux et ainsi mettre à l'épreuve sa patience, sa réserve, son sang-froid. » Et Rémy conclut : « Quand il poudrait son visage, sa nature, en fait, prenait le dessus. Il était alors à la hauteur de sa vie — amer, vindicatif et malheureux. »
Il fut acquitté du meurtre. Marcel Carné remarque : « Il s'ensuivit un procès où le tout Paris se pressa, pour entendre la voix du fameux Debureau  [sic]. » Le compositeur Michel Chion appelle cette curiosité pour une voix « l'effet Deburau ». L'idée d'un effet Deburau a été élargie à tout effort pour attirer l'attention de l'auditeur vers un son inaudible — qui, une fois entendu, perd tout intérêt.
À sa mort, en 1846, son fils Charles (1829–1873) reprit son rôle. Il fonda plus tard une « école » de pantomime, qui s'épanouit dans le sud de la France, puis à nouveau dans la capitale à la fin du siècle. De là, on peut tracer une ligne jusqu'au Bip de Marcel Marceau.
Jean-Gaspard Deburau repose au cimetière du Père-Lachaise (59e division).

## Vie privée
Deburau épouse le 14 juillet 1819 à Paris Jeanne Adelaïde Dubray, mais cette dernière meurt peu de temps après, le 24 octobre 1819. Il rencontre ensuite, vers 1825, Louise Eudoxie Boucher, une fleuriste parisienne, à qui il propose trois fois de suite de se marier mais qui refuse systématiquement, préférant rester libre. Le couple aura plusieurs enfants :
- Franz Deburau, né vers 1826, dit le Roi du tapis
- Rosine Agathe Deburau, née vers 1827, fleuriste parisienne
- Dorothée Deburau, née vers 1828, mariée avec un nommé Dobrowski
- [Jean] Charles Deburau, né le 15 février 1829, (jumeau d'Étienne Constant Deburau), artiste mime
- Étienne Constant Debureau, né le 15 février 1829 (jumeau de [Jean] Charles Deburau), écuyer
- Catherine Deburau, née vers 1834, dite la Belle Hongroise

Un jour, Louise Eudoxie quitta le foyer familial et elle disparut.
Jean-Gaspard s'unit alors en secondes noces avec Marie Trioullier le 14 février 1835 à Paris (ancien 6e). Cette dernière mourra le 8 février 1903 au 59 rue de Belleville à Paris 19e. Elle ne s'est jamais remariée après la mort de son époux, en 1846, tenant à conserver le nom illustre de Deburau.

## La pantomime

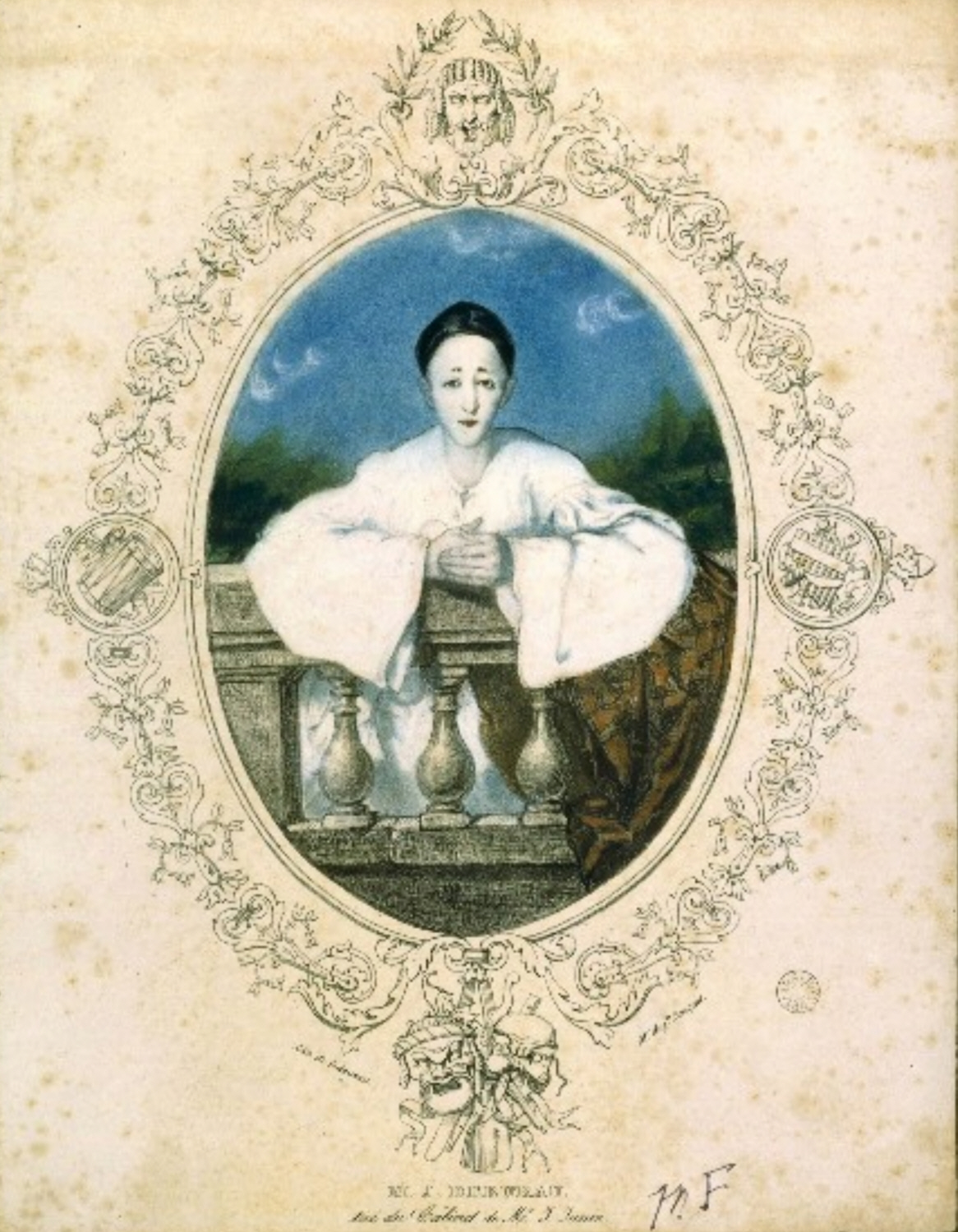

### Personnages
Dans la critique d'une pantomime des Funambules après la mort de Deburau, Gautier a reproché à son successeur, Paul Legrand, de s'habiller « moitié en Colin d'opéra-comique, moitié en chasseur du Tyrol », et de dégrader ainsi le Pierrot de Baptiste. Le directeur des Funambules lui répondit par une lettre pour le détromper : « (...) nous avons une trentaine de pièces jouées par Debureau  [sic] dans différents costumes, et Paul a simplement poursuivi cette pratique (...). » Pierrot n'était pas la seule création de Baptiste. Comme l'a noté Robert Storey, le meilleur connaisseur de son répertoire, Deburau a joué dans de nombreuses pantomimes sans rapport avec la commedia dell'arte :

« Il a probablement été le mousse Blanchotin dans Jack, l'orang-outang (1836), par exemple, et le fermier Cruchon dans Le Tonnelier et le somnambule (fin 1838 ou début 1839), et le chevrier Mazarillo dans Fra-Diavolo, ou les Brigands de la Calabre (1844). Il a certainement été le « Jocrisse » d’Hurluberlu (1842) et la recrue Pichonnot, engageante et naïve, dans Les Jolis Soldats (1843). »

De même que toutes les incarnations de Charlie Chaplin présentent une certaine ressemblance avec Charlot, tous les personnages joués par Deburau, tout singuliers et différents qu'ils fussent, doivent avoir rappelé Pierrot à son public, car dans le Paris de la monarchie de Juillet, Deburau et Pierrot étaient indiscutablement synonymes.

### Pierrot

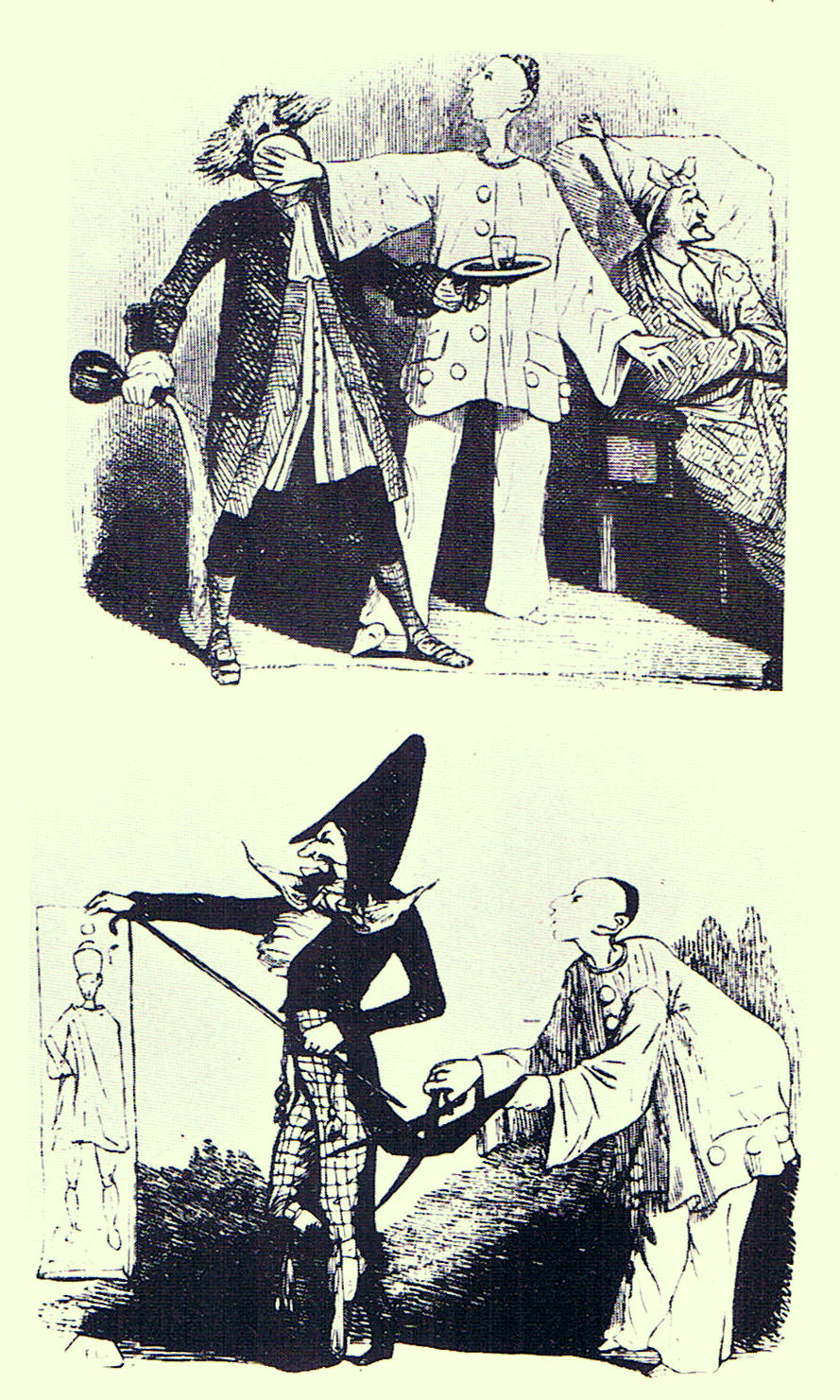
Eustache Lorsay : Deux caricatures de Deburau dans Satan, ou Le Pacte infernal, vers 1842 (extrait du Musée Philipon, album de tout le monde).

Le Pierrot de ses prédécesseurs aux Funambules — et de leurs prédécesseurs aux Foires Saint-Germain et Saint-Laurent au siècle précédent – était bien différent du personnage que Deburau finit par mettre au point. Il était à la fois plus agressif dans ses acrobaties (sa « surabondance de gestes, de bonds » selon les mots de Louis Péricaud) que la création « placide » de Baptiste, et beaucoup moins agressif en termes d'audace interprétative. Le Pierrot de Saphir l'enchanteur, pantomime en 3 parties (1817) en est un exemple typique. Paresseux et asexué, il préfère largement se remplir la panse aux passe-temps amoureux d'Arlequin. Et lorsque l'héroïsme de celui-ci semble sur le point de mettre fin aux machinations de l'enchanteur, la sottise de Pierrot menace de précipiter le désastre. Même lorsqu'il trouve le courage de se lancer dans des actions par lui-même, comme il le fait dans Le Génie rose et le génie bleu, ou les Vieilles Femmes rajeunies (1817), il ne montre, selon les mots du génie rose à la fin de la pièce, que les signes d'un cœur injuste et vicieux, ce qui lui vaut de finir enfermé dans une cage dans les profondeurs de la Terre.
Le Pierrot de Deburau ne subit jamais une telle dégradation. Théophile Gautier, bien qu'un de ses grands admirateurs, lui a reproché après sa mort d'avoir « dénaturalisé » le personnage : « il donnait des coups et ne les recevait plus ; Arlequin osait désormais à peine lui effleurer les épaules de sa batte ; Cassandre y pensait à deux fois avant de lui boxer les oreilles. » Deburau rendit à Pierrot une partie de la force et de l'énergie du Pedrolino italien primitif (bien qu'il n'en ait probablement jamais entendu parler). Cela peut avoir été en rapport avec ce que T. Rémy appelle l'aspect vindicatif de sa propre personnalité ; mais ce qui semble plus probable est qu'avec l'assurance que lui donnait son grand talent, Deburau avait instinctivement créé un rôle avec une présence scénique importante.
Il modifia aussi son costume. Ses très larges blouse et pantalon de coton le libérèrent des contraintes de la robe de laine de ses prédécesseurs, et l'abandon de son col à jabot et de son chapeau mirent mieux en valeur les expressions de son visage. Une calotte noire était son austère unique ornement.
Mais les véritables innovations de Deburau se produisirent dans la pantomime elle-même. Ses biographes et les chroniqueurs des Funambules soutiennent que ses pantomimes se ressemblaient toutes. Les « scénarios naïfs » qui, selon son biographe tchèque Jaroslav Švehla, « limitaient » son jeu, « se limitaient à rassembler et à reprendre des situations et des gags (cascades) traditionnels, éculés, primitifs, et dans de nombreux cas absurdes, comme une insulte au goût même le moins raffiné ». Adriane Despot, auteur de Jean-Gaspard Deburau and the Pantomime at the Théâtre des Funambules, est du même avis : « la plupart des pantomimes sont pour l'essentiel identiques ; elles partagent la même atmosphère de petites aventures légères, futiles, enrichies de danses comiques, de combats ridicules et d'affrontements dans un cadre domestique ou en tous cas banal. » Mais Despot n'était familière qu'avec une poignée de scénarios, les rares qui ont été imprimés ; la plupart, et de loin, cinquante-six en tout, sont conservés manuscrits aux Archives nationales. Et Švehla a tort d'affirmer que Deburau « aspirait à représenter un meilleur personnage » que Pierrot : Deburau était apparemment fier de son œuvre aux Funambules, la caractérisant auprès de George Sand comme un « art » (voir plus bas). Celle-ci écrit qu'il « l'aimait passionnément, et en parlait comme d'une chose grave ».
Le fait est qu'il y avait quatre types de pantomimes distincts sur la scène des Funambules, et que pour chacun Deburau avait créé un Pierrot subtilement ou complètement différent.
- La pantomime rustique : cherchant les racines de Pierrot en dehors de la commedia dell'arte, jusqu'au Pierrot paysan de la tradition bucolique (comme celui du Dom Juan de Molière [1665]), l'action de ces scénarios se déroule dans un hameau ou un village. Pierrot est le héros : il est honnête, de bon cœur, mais pauvre (et égoïstement, comiquement naïf). Un acte de courage lui permet de vaincre les scrupules du père de sa bien-aimée — une Lisette, Finette ou Babette — et de la conquérir au dénouement. Ces pièces sont apparues tard dans la carrière de Deburau, toutes celles qu'on connait, sauf une, ayant été jouées pour la première fois dans les années 1840. — Exemples : Les Cosaques, ou la Ferme incendiée (1840), Les Noces de Pierrot (1845)[32].
- La mélo-pantomime : Inspirés des mélodrames populaires du boulevard et sans rapport avec la commedia dell'arte, ces scénarios présentent Pierrot, non pas en héros, mais comme un subalterne — souvent un soldat, parfois un extra travaillant à la place du héros de la pièce. Ils se déroulent dans un cadre exotique — en Afrique, aux Amériques, à Malte, en Chine – et l'action est (ou est censée être) terriblement dramatique, pleine d'enlèvements crapuleux, d'affrontements violents, de sauvetages spectaculaires et de retournements de situation, souvent dus à l'intelligence et à l'audace de Pierrot. Ils sont apparus relativement tard dans le répertoire. — Exemples : La Pagode enchantée (1845) ; Le Corsaire algérien, ou l'Héroïne de Malte (1845)[33].
- La pantomime réaliste : Ce sont les pièces avec lesquelles Despot semble la plus familière. Elles se déroulent dans des lieux banals (boutiques, salons, voie publique) et sont habituellement peuplées de Parisiens (boutiquiers, marchands, valets). Pierrot est le centre de l'attention, mais un Pierrot très différent du personnage décrit plus haut. « Libidineux et sans scrupule (écrit Robert Storey), souvent méchant et cruel, il n'est racheté que par sa criminelle innocence[34]. » Il vole une bienfaitrice, profite outrageusement de l'infirmité d'un aveugle, tue un colporteur pour obtenir les vêtements avec lesquels il espère séduire une duchesse. C'est le Pierrot décrit par Charles Nodier comme un « Satan naïf et clownesque »[3]. — Exemples : Pierrot et ses créanciers (1836) ; Pierrot et l'aveugle (1841)[35].
- La pantomime-féerie : C'est la plus ambitieuse et la plus populaire des pantomimes. Il en existe trois sous-genres :
  - La pantomime-féerie-pierrotique : Pierrot y est le seul personnage de la commedia dell'arte (hormis Cassandre, qui y fait parfois une apparition). Comme dans les autres sous-genres, l'action se déroule dans un pays enchanté, peuplé de sorciers et de sorcières, d'ogres et de magiciens, de fées et d'enchanteurs. Pierrot est habituellement chargé d'une quête, parfois dans un but amoureux (pour lui ou pour son maître), parfois pour prouver sa vaillance, parfois pour redresser une injustice. Les décors sont fantastiques et gothiques, l'action bizarre et frénétique et la comédie plutôt grossière. —  Exemples : La Sorcière, ou le Démon protecteur (1838) ; Pierrot et Croquemitaine, ou les Ogres et les moutards (1840)[36].
  - La pantomime-féerie-arlequinade : C'est la base des pantomimes encore jouées aujourd'hui à Bakken, au Danemark. Dans le même paysage que le précédent, peuplé des mêmes créatures, l'amoureux Arlequin enlève Colombine, poursuivi par son père Cassandre, assisté de son valet Pierrot. Leur aventure se termine bien sûr par leur union, bénie avec réticence par leurs poursuivants. — Exemples : Pierrot partout (1839) ; Les Trois Bossus (1842)[37].
  - La pantomime-féerie-arlequinade dans le style anglais : Elle emprunte l'ouverture de la pantomime anglaise du début du XIXe siècle : au lever de rideau, deux prétendants se disputent une jeune femme, et son père, un avare, choisit le plus riche des deux. Une fée apparaît pour protéger le plus méritant (Arlequin, après sa transformation) et transformer les personnages en types de la commedia dell'arte. C'est là que commence la poursuite. — Exemples : Les Épreuves (1833) ; L'Amour et la Folie, ou le Grelot mystificateur (1840)[38].

## Mythes sur Deburau

### Un Pierrot populaire
Pour la plupart des spectateurs depuis le milieu du XXe siècle, Deburau est surtout connu par la brillante interprétation de Jean-Louis Barrault dans Les Enfants du paradis. Il y apparaît, sur scène ou dans la vie courante, comme une personne normale, un amoureux fidèle et tragique, un ami de la lune pure et distante. Ni Deburau ni son Pierrot ne répondaient à cette image (qui est plus proche du Pierrot de son successeur Paul Legrand).
Mais ce mythe est apparu très tôt, en même temps que Deburau devenait célèbre. Il est le produit d'un journalisme intelligent et d'une idéalisation romanesque, mis en branle par le Deburau de Jules Janin en 1832. Deburau, y écrit-il, « est l'acteur du peuple, l'ami du peuple, un sac à vent, un glouton, un fainéant, un coquin, un bluffeur impassible, un révolutionnaire, comme le peuple. » Théodore de Banville a suivi : « tous les deux muets et attentifs, se comprenant toujours, sentant, rêvant et répondant ensemble, Pierrot et le Peuple, unis comme deux âmes jumelles, mêlaient leurs idées, leurs espoirs, leur gouaille, leur idéale et subtile gaieté, comme deux Lyres jouant à l'unisson, ou comme deux rimes savourant le plaisir d'être des sons semblables et d'exhaler la même voix mélodieuse et sonore. » Après la mort de Deburau, George Sand remarquait que les « titis » (les enfants des rues) des Funambules semblaient considérer son Pierrot comme leur « modèle », mais plus tôt, lorsqu'elle lui avait demandé ce qu'il pensait des conclusions de Jules Janin, il lui avait répondu ceci : « l'effet est au service de ma réputation, mais tout cela n'est pas l'art, n'est pas l'idée que j'en ai. Ce n'est pas vrai, et le Deburau de M. Janin n'est pas moi : il ne m'a pas compris. »

### Le noble Pierrot
Comme le Pierrot idéalisé de Théodore de Banville, il s'apprécie mieux par rapport à la figure rencontrée dans les scénarios eux-mêmes. Tard dans sa vie, Banville se rappelait une pantomime qu'il avait vue aux Funambules : Pierrot-boulanger est confronté à deux femmes — « deux vieilles, très vieilles femmes, chauves, échevelées, décrépites, avec des mentons tremblants, cournées vers la terre, appuyées sur des bâtons noueux et montrant dans leurs yeux creusés les ombres des années passées, plus nombreuses que les feuilles dans les bois. »

« Vraiment ! Cela n'a pas le sens commun ! » s'exclamait (en silence) le sage boulanger Pierrot : « Autoriser des femmes à atteindre un tel état est impensable. Pourquoi personne n'a-t-il remarqué qu'elles doivent être fondues, repétries, cuites à nouveau ? Et immédiatement, en dépit de leurs protestations, il les attrapait, les allongeait sur sa pelle, les expédiait dans son four, et ensuite veillait soigneusement sur sa cuisson. Quand le nombre de minutes désiré s'était écoulé, il les en ressortait — jeunes, belles, avec des tresses luisantes, de la neige sur leur poitrine, des diamants noirs dans leurs yeux, des roses rouge sang sur leurs lèvres, habillées de soie, de satin, de voiles d'or, parées de  paillettes et de sequins — et disait modestement à ses amis dans la pièce : « Eh bien, vous voyez ? Ce n'est pas plus difficile que ça ! »

Banville se rappelle ici une scène de Pierrot partout (1839) :  Pierrot vient d'enlever Colombine à Arlequin, et lui, Cassandre et Léandre, avec les fiancées de ces deux derniers, ont découvert un four aux pouvoirs magiques. Les fiancées avaient été vieillies et enchantées par le bâton magique d'Arlequin, et les hommes espéraient que le four pourrait leur rendre leur jeunesse.

« [Isabelle et Angélique] refusent d'entrer dans le four, se trouvant bien comme elles. Pierrot amène Colombine et veut la brûler vivante, elle aussi, si elle continue à résister à ses avances ; elle résiste [avec emphase] ; les deux autres réussissent à jeter Isabelle et Angelique à l'intérieur ; Pierrot les aide. Pendant ce temps, Arlequin passe la tête par le cendrier et fait signe à Colombine de s'enfuir avec lui. Pierrot l'aperçoit ; Léandre referme brutalement le couvercle et s'assied dessus. Mais à peine l'a-t-il fait que le cendrier disparaît dans le sol, en l'avalant avec lui. »

« Pierrot essaye de mettre Colombine à l'intérieur. Il ouvre la porte du four ; Isabelle et Angélique en sortent, jeunes et fraiches ; elles sont enchantées. Isabelle cherche Léandre. Un gémissement sort du four. C'est Léandre, qui s'est retrouvé enfermé dedans, et qui en émerge à moitié cuit et furieux. Ils le nettoient. Pendant ce temps, Arlequin est revenu ; il fait reculer Colombine — elle était déjà sur la pelle — et empoigne Pierrot. Le méchant génie apparaît pour aider Arlequin. Ils ligotent le pauvre Pierrot et s'apprêtent à le jeter dans le four, quand un gong annonce la [bonne] fée... »

Deburau n'idéalisait pas son Pierrot, ni ne le rendait sentimental. Sa création était le « pauvre Pierrot », mais pas parce qu'il était une victime innocente : sa sottise avait tendance à déjouer sa malice, sans l'annuler complètement. Et si Deburau était, selon les mots de Švehla, un acteur d'un « goût raffiné », il était aussi un inventeur joyeux, comme Mozart, dans le genre sexuel et scatologique. George Sand a écrit de ses pantomimes en général que « le poème est bouffon, le rôle cavalier et les situations scabreuses. »  Et Paul de Saint-Victor fait écho à ses mots quelques semaines après la mort de Deburau : « En effet, dans de nombreux endroits, le poème de ses rôles était libre, scabreux, presque obscène. » Malheureusement, le Deburau purifié — et même sanctifié — par Banville a survécu, alors que le scénario de Pierrot partout et les poèmes plus ouvertement scabreux des Funambules jaunissent dans les dossiers des Archives Nationales de France.

### Le Pierrot tragique
À un moment de sa carrière, Deburau contribua involontairement à son mythe. Dans une pantomime jouée aux Funambules en 1842, Chand d'habits !, Pierrot connaît une fin tragique : il meurt sur scène à la chute du rideau. Ce dénouement inattendu (qu'on imagine Charlot mourant à la fin d'un film de Charlie Chaplin)) resta unique dans la carrière de Deburau. Il avait été inspiré par des admirateurs romantiques : cette pantomime avait été inventée par Théophile Gautier dans une « critique » publiée dans la Revue de Paris. Il était conçu dans la veine « réaliste » exposée plus haut : Pierrot, tombé amoureux d'une duchesse, tue un vieux colporteur pour lui voler des vêtements pour lui faire la cour. Mais au moment du mariage, tel le Commandeur de Dom Juan, le fantôme de la victime, l'arme du crime encore plantée dans la poitrine, apparaît pour danser avec le fiancé. Et Pierrot finit empalé sur la lame.
Expliquant qu'il avait vu cette pantomime aux Funambules, Gautier analyse l'action dans les termes idéalisants qui lui sont familiers : Pierrot, écrit-il, « marchant dans les rues avec sa blouse blanche, ses pantalons blancs, son visage enfariné, préoccupé de vagues désirs — n'est-il pas le symbole du cœur humain encore blanc et innocent, tourmenté par d'infinies inspirations vers les sphères supérieures ? » Et cette créature rêvant de vagues désirs est essentiellement dénuée d'intention criminelle : « Quand Pierrot prend l'épée, il n'a pas d'autre idée que de faire une petite farce ! »
La tentation d'utiliser un tel matériau, créé par un aussi illustre poète, était irrésistible pour les gérants des Funambules, et la « critique » fut immédiatement transformée en pantomime (peut-être par l'administrateur du théâtre, Cot d'Ordan). Elle ne tint l'affiche que sept soirs, un bien mauvais résultat pour une production de Baptiste. S'il a joué dans la pièce, ce qui est contesté, il le fit avec réticence, ce n'était pas son genre de pièce. Le Marrrchand d'habits ! ne fut jamais repris aux Funambules et n'aurait pas dû être considéré comme un moment important de sa carrière
Mais comme le texte de Banville, la « critique » de Gautier survit et prospéra : son gendre Catulle Mendès en fit une nouvelle pantomime en 1896, et quand Sacha Guitry écrivit sa pièce Deburau en 1918, c'est le seul élément de son art qu'il y reprit. Marcel Carné fit la même chose (si l'on excepte Le Palais des Illusions, ou Les Amants dans la Lune, une invention du scénariste Jacques Prévert où Baptiste campe un Pierrot lunaire, esseulé et suicidaire). Pour le grand public, Le Marrrchand d'habits ! est aujourd'hui la principale (ou la seule) pantomime de Deburau connue.

### Le Pierrot lunaire
Le rapport entre Deburau et le Pierrot amoureux de la Lune n'apparaît que dans un seul scénario, qui, comme Chand d'habits !, apparaît comme une anomalie. Jouée en 1844, après que la « critique » de Gautier eut restauré auprès des lettrés le lustre des Funambules, elle a de toute évidence été écrite par un aspirant « auteur », si l'on en juge par ses antécédents littéraires. Titrée Les Trois Quenouilles et inspirée par un conte de Madame d'Aulnoy, elle voit, vers sa fin, Arlequin, Pierrot et Leander enfermés sous terre. Quand la bonne fée apparaît, elle annonce que ses pouvoirs sont maintenant inefficaces dans le monde terrestre :

« (...) c'est sur la Lune que votre bonheur doit se réaliser. Pauvre Pierrot (...) c'est toi qui sera chargé de guider le voyage céleste que nous allons faire. »

Il n'est question de la Lune dans aucun des cinquante-neuf autres scénarios conservés.
Mais les admirateurs romantiques de Deburau faisaient souvent cette association. Le poème de Théodore de Banville Pierrot (1842) se termine par ces lignes : « La blanche Lune aux cornes de taureau / Jette un regard de son œil en coulisse / A son ami Jean Gaspard Deburau. » À mesure que le siècle avançait, cette association, rendue inévitable par la familiarité de tous avec la chanson Au clair de la lune, ne fit que se renforcer. Avec l'émergence des poètes symbolistes et leur fascination pour tout ce qui était blanc et pur (neige, lilas, cygnes, lunes, Pierrots), la vedette des Funambules et celle que Jules Laforgue a appelé Notre-Dame la Lune devinrent inséparables. Le Pierrot lunaire d'Albert Giraud, paru en 1884, marque une date dans cette évolution, de même que le Pierrot lunaire qu'Schönberg en tira en 1912. Si le Pierrot des Enfants du paradis n'avait pas été lunaire, le public se serait bien demandé pourquoi.